# Børglum
Børglum er en landsby i det vestlige Vendsyssel med 200 indbyggere i byområdet (2010). Børglum befinder sig 8 kilometer vest for Vrå og 8 kilometer øst for Løkken.
Byen ligger i Region Nordjylland, hører under Hjørring Kommune og er beliggende i Børglum Sogn.
To kilometer vest for Børglum ligger Børglum Kloster.